# Chinato/shikimato deidrogenasi
La chinato/shikimato deidrogenasi è un enzima appartenente alla classe delle ossidoreduttasi, che catalizza la seguente reazione:
(1) L-chinato + NAD(P)+ ⇄ 3-deidrochinato + NAD(P)H + H+;;(2) shikimato + NAD(P)+ ⇄ 3-deidroshikimato + NAD(P)H + H+
Questo enzima è la seconda shikimato deidrogenasi trovata in Escherichia coli;  differisce dalla shikimato deidrogenasi nel fatto che è in grado di utilizzare sia il chinato che lo shikimato come substrati e sia il NAD+ che il NADP+ come accettori.